# Polizeiwache Woltmershausen
Die  Polizeiwache Woltmershausen, früher Polizeiwache XV bzw. 11. Polizeirevier, später Polizeirevier Woltmershausen, in Bremen, Stadtteil Woltmershausen, Woltmershauser Straße 71/Ladestraße, entstand 1910 nach Plänen von Regierungsbaumeister Hans Ohnesorge. Dieses Gebäude steht seit 2010 unter Bremer Denkmalschutz 2020 wurde das Revier in das Gebäude Dötlinger Straße 6–8 verlegt.

## Geschichte
1902 wurde die Landgemeinde Woltmershausen mit über 6000 Einwohnern, davon viele Arbeiter, ein Stadtteil von Bremen. Mit dem Ausbau der Infrastruktur wurde auch eine Polizeiwache benötigt.
Die zweigeschossige Polizeiwache XV entstand im Reformstil von 1909 bis 1910 mit einem Krüppelwalmdach und neoromanischen Stilelementen durch die Hochbauinspektion Bremen (später Hochbauamt Bremen). Ein repräsentativer Eingangserker soll die Bedeutung des Reviers unterstreichen. Ein Polizeikommissar, ein Wachtmeister und vier Polizeidiener übernahmen die Aufgaben, die zuvor der überlastete Landjäger in einem baufälligen Haus (Woltmershauser Straße 284, heute Ladestraße 24), wahrnahm. Im Erdgeschoss war die Wachstube und die örtliche Meldestelle untergebracht, im Keller u. a. drei Arrestzellen, im ersten Geschoss die Büros und im Obergeschoss wohnte anfänglich der Kommissar.
Nach 1950 lautete die Bezeichnung 11. Polizeirevier; 1991 entfielen bei der Bremer Polizei die Reviernummern. Das Gebäude war bis 2020 in Bremen das einzige erhaltene Polizeidienstgebäude Bremens, das nur für diesen Zweck errichtet wurde.